# Tore Sjöstrand
Pour les articles homonymes, voir Sjöstrand.
Thore Ingvar « Tore » Sjöstrand (né le 31 juillet 1921 à Huddinge - mort le 26 janvier 2011 à Växjö) est un athlète suédois, spécialiste du steeple.

## Biographie
Il remporte le 3 000 m steeple lors des Jeux de Londres en 1948.

### Palmarès
| Date | Compétition           | Lieu    | Résultat | Performance  |
| ---- | --------------------- | ------- | -------- | ------------ |
| 1946 | Championnats d'Europe | Oslo    | 3e       | 9 min 14 s 0 |
| 1948 | Jeux olympiques       | Londres | 1er      | 9 min 04 s 6 |

### Records
| Épreuve              | Performance  | Lieu | Date |
| -------------------- | ------------ | ---- | ---- |
| 3 000 mètres steeple | 8 min 59 s 8 | —    | 1948 |